# Jerzy Knapik
Jerzy Paweł Knapik (ur. 5 kwietnia 1913 w Katowicach, zm. 18 października 2002 w Katowicach) – polski działacz państwowy, ekonomista, kierownik Ministerstwa Przemysłu Drzewnego i Papierniczego w rządzie Bolesława Bieruta i Józefa Cyrankiewicza i Józefa Cyrankiewicza (1953–1956).

## Życiorys
Ukończył studia na katowickiej Akademii Ekonomicznej. Był działaczem PPR i PZPR; w latach 1951–1954 kierował Wydziałem Planowania i Finansów Komitetu Centralnego PZPR. W lutym 1953 został powołany na stanowisko podsekretarza stanu w nowo utworzonym Ministerstwie Przemysłu Drzewnego i Papierniczego; ze względu na wakat na stanowisku ministra pełnił przez trzy lata – cały okres istnienia tego resortu – funkcję kierownika Ministerstwa. W lipcu 1956 zadania przejęło nowe Ministerstwo Leśnictwa i Przemysłu Drzewnego, na czele którego stanął Jan Dąb-Kocioł; Jerzy Knapik w nowym resorcie nadal pełnił funkcję podsekretarza stanu (wiceministra), do lutego 1957.
W latach 1958–1960 przewodniczył Miejskiej Radzie Narodowej w Zabrzu. Od 1961 przez dziesięć lat był Konsulem Generalnym PRL w Ostrawie.
Od lutego 1959 do listopada 1960 pełnił funkcję prezesa Górnika Zabrze; w 1959 klub ten sięgnął po piłkarskie mistrzostwo kraju.

## Odznaczenia
- Srebrny Krzyż Zasługi (1946)[1].
- Złoty medal "Za zasługi w rozwoju przyjaźni i współpracy z CSRS" (1971)[2]